# ماركو اسبيسيتو
ماركو اسبيسيتو (بالإيطالية: Marco Esposito)‏ (8 فبراير 1980 بماسافرا في إيطاليا - ) هو لاعب كرة قدم إيطالي في مركز الدفاع. لعب مع إيه سي ميلان وسسكا صوفيا وكييفو فيرونا ونادي أنكونا ونادي باري ونادي بيزا ونادي تريستينا ونادي سيتاديلا ونادي مانتوفا ونادي مونزا وAC Meda 1913 ‏ وPortogruaro Calcio ASD ‏.

## وصلات خارجية
- ماركو اسبيسيتو على موقع قاعدة بيانات كرة القدم.إي يو (الإنجليزية)
- ماركو اسبيسيتو على موقع Soccerway.com (الإنجليزية)
- ماركو اسبيسيتو على موقع عالم كرة القدم.نت (الإنجليزية)